# Залив на костите
Заливът на костите или Плоча Микьов град (на македонска литературна норма: Залив на коските, Плоча Миќов град) е археологически обект, къснобронзово и ранножелязно наколно селище в Охридското езеро, Северна Македония. Край селището е изградена музейна възстановка, така нареченият Музей на вода, част от Института за защита на паметниците на културата и музей – Охрид.

## История
Селището е разположено край източния бряг на Охридското езеро, южно от село Пещани. Разкрито е в 1997 година при първите подводни археологически проучвания в Република Македония, които продължават до 2005 година. Открито е праисторическо наколно селище, датирано в късната бронзова и ранната желязна епоха. Разкрити са 6000 остатъци от дървени колове на дълбочина от 3 до 5 m, които вероятно са подпирали обща платформа, на която е имало двадесетина дървени къщи. Събрани са многобройни артефакти – предимно фрагментирани и цели керамични съдове, каменни и кременни предмети, по-малко бронзови, множество фрагменти от животински кости, между които и оръдия на труда.
На 8 април 1998 година Залив на костите/Плоча Микьов град е обявено за паметник на културата.
В 2007 – 2008 година е създадена музейна възстановка.
- Музей на вода „Залив на костите”
- Изглед от езерото
- Изглед от пътя Охрид-Св. Наум
- Селище Соженица
- Останки от оригинални стълбове в музея